# Gösta Lindberg (företagare)
Gösta Huldrik Lindberg, född 17 maj 1868 i Karlstad, död 29 mars 1940 i Stockholm, var en svensk grosshandlare.
Gösta Lindberg var son till grosshandlaren Johan Huldrik Lindberg. Efter mogenhetsexamen i Karlstad 1887 studerade han under två år vid Uppsala universitet men ägnade sig sedan åt affärsverksamhet. Lindberg anställdes 1889 i Brandförsäkrings AB Fenix, bildade eget försäkringsföretag 1894 och verkade från 1900 som representant i Sverige för det brittiska försäkringsbolaget Palatine. Han var styrelseledamot i Svenska brandtarifföreningen 1933–1940. Lindberg drev även agentur för Frankrikes största vinfirmor och kom därmed i kontakt med Frankrike och franska förhållanden. Vid förstatligandet av alkoholdistributionen i Sverige blev hans firma 1917 dotterbolag till AB Vin- & spritcentralen men med Lindberg som fortsatt chef. Han var en av stiftarna av franska handelskammaren i Stockholm 1918, ledamot av dess styrelse 1918–1932 och dess sekreterare 1926–1932 samt styrelseledamot av Amitié franco-suédoise 1918–1940. Även i andra fransk-svenska ideella och kommersiella organisationer gjorde Lindberg väsentliga insatser, bland annat för ordnandet av svensk-franska skolkurser i Caen och Grenoble, i vilkas ledning han satt 1919–1933. Han var en av stiftarna av svenska studenthemmet i Paris, ordförande i Comité Consultatif och ledamot av Conseil d'Administration du Collège des Etudiants Suèdois à Paris 1931–1940. För sin strävan att stärka de kommersiella och kulturella förbindelserna mellan Sverige och Frankrike erhöll han 1935 kommendörstecknet av Hederslegionen.